# Amt Harpstedt
Das Amt Harpstedt war ein historischer Verwaltungsbezirk der Grafschaft Hoya, später des Fürstentums Calenberg bzw. des Königreichs Hannover.

## Geschichte
In Harpstedt bestand wohl schon im 13. Jahrhundert eine burgähnliche Anlage der Grafen von Neubruchhausen, deren Besitz 1384 an die Grafen von Hoya fiel. Das daraus gebildete Amt wurde 1439 an die Grafen von Oldenburg verpfändet und stand 1482 bis 1547 unter der Herrschaft der Bischöfe von Münster. Beim Erlöschen des alten Oldenburger Grafenhauses kam Harpstedt an das Fürstentum Braunschweig-Lüneburg, wurde aber schon 1682 an Calenberg abgetreten.
1820 wurde das Amt Harpstedt um das Kirchspiel Colnrade (vorher zum Amt Diepholz) erweitert. Im Zuge der Kreisreform von 1852 wurden Teile in das Amt Freudenberg umgegliedert. Dafür kam die Bauerschaft Rüssen von Diepholz zu Harpstedt. 1859 wurde das Amt aufgehoben und mit dem Amt Freudenberg vereinigt.

## Gemeinden
Das Amt Harpstedt umfasste bei seiner Auflösung (1859) folgende Gemeinden:
| - Beckeln - Colnrade - Dünsen - Groß Köhren | - Groß Mackenstedt - Harpstedt - Horstedt - Ippener | - Kirchseelte - Klein Henstedt - Klein Hollwedel - Klein Köhren | - Prinzhöfte - Reckum - Rüssen - Winkelsett |

- Karte mit allen verlinkten Seiten:
- OSM |
- WikiMap